# Йоан Крушевско-Демирхисарски
Йоан (на македонска литературна норма: Јован) е епископ на Македонската православна църква – Охридска архиепископия, крушевско-демирхисарски митрополит.
До 20 юни 2023 година Йоан е епископ Сръбската православна църква, предстоятел на автономната Православна охридска архиепископия в Северна Македония с титлата архиепископ охридски и митрополит скопски.

## Биография

### Ранни години
Роден е със светското име Зоран Вранишкоски на 28 февруари 1966 година в Битоля в семейството на Аргир и Галена. Завършва с математическа гимназия в родния си град с отличен успех. След като отбива военната си служба в Сараево, в 1985 година започва да учи в Строителния факултет на Скопския университет. В 1990 година обаче напуска Строителния факултет и се записва в Богословския факултет на Белградския университет. Успоредно работи като строителен инженер в Преспанско-Пелагонийската митрополия в Битоля. В сътрудничеството с Матичната и университетска библиотека в Битоля създава библиотека към митрополията, на която е пръв библиотекар. В 1993 година се установява постоянно в Белград и през юни 1995 година завършва Богословския факултет и същата година започва да учи в магистърска програма догматика. В края на 1995 година заминава за Гърция, където учи гръцки и записва постдипломна специализация.
На 7 февруари 1998 година се замонашва под името Йоан и същия ден е ръкоположен за в дяконски чин. На следния 8 февруари е ръкоположен в йеромонашески чин.

### Епископ на МПЦ
На 19 юли 1998 година йеромонах Йоан е ръкоположен за епископ на непризнатата от другите православни църкви Македонска православна църква, с титлата Дремвитски и е назначен за викарий на Преспанско-Пелагонийската митрополия. Епископ Йоан Дремвитски започва основна реконструкция на катедралата „Свети Димитър“.
През март 2000 година епископ Йоан Дремвитски е назначен за управляващ Брегалнишката епархия в Щип.
През октомври 2000 година е избран за митрополит на Повардарската епархия във Велес. Интронизиран е на 4 декември 2000 година.

### Епископ на СПЦ
През юни 2002 година при преговорите между Сръбската православна църква и самопровъзгласилата се през 1967 година за автокефална Македонска православна църква е подписано така нареченото Нишко споразумение, подписано от всички епископи от двете делегации. Петимата подписали епископи (от общо седем) на МПЦ обаче са подложени на силна критика за споразумението и то в крайна сметна е отхвърлено от Синода на МПЦ. Тогава патриарх Павел Сръбски призовава епископите, клира и вярващите към канонично единство и митрополит Йоан Повардарски е единственият епископ, който на отговаря позитивно и заедно с целия клир на Велешката епархия подписва документ за единство със Сръбската православна църква.
На 23 септември 2002 г. Светият синод на Сръбската православна църква го назначава за екзарх на целия диоцез на създадената Православна охридска архиепископия.
След конституирането на Светия архиерейски синод на Православната охридска архиепископия, на 25 декември 2003 година Йован е избран е за негов предстоятел. На 24 май 2005 година, денят на Светите Братя Кирил и Методий, съгласно Нишкото споразумение е потвърден от патриарх Павел Сръбски за архиепископ охридски и македонски и е обявен патриаршеският и съборен томос за автономия на Православната охридска архиепископия, чийто председател на Светия синод е той.
Няколко дни след влизането в канонично единство със СПЦ през юни 2002 година, без съдебно решение, полицията го изхвърля от митрополията във Велес заедно с монасите, живеещи при него.
В 2004 година е осъден на една година затвор условно, за „самоуправство“, поради влизане в храм за кръщаване на момиче. В 2005 година апелативният съд в Битоля го осъжда на 18 месеца затвор за „разпалване на национална и верска омраза, раздор и нетърпимост“. Присъдата изтърпява в затвора „Идризово“ край Скопие от 22 юни 2005 година. На 3 април 2006 година е освободен предсрочно. Ведната в същата година, след политически натиск, апелативният съд в Скопие го осъжда на 12 месеца за „финансови злоупотреби“, след като по-нисшите съдилища във Велес два пъти го оправдават по това дело. Отново изтърпява присъдата си в „Идризово“, като лежи от 8 август 2006 година до 20 април 2007 година, когато е освободен предсрочно от съда.
В началото на 2008 година напуска Република Македония и живее в Гърция и Сърбия. На 9 декември 2008 година е в състава на делегацията на Сръбската православна църкви, участвала в опелото на партиарх Алексий II Московски.
На 16 октомври 2009 година Върховният съд го осъжда задочно на две години и половина затвор и изплащане на обезщетение на МПЦ от 14 804 211 динара (около 240 000 евро).
На 16 ноември 2010 година българските власти задържат архиепископ Йоан на Калотина по издадена за него заповед за арест от Интерпол заради присъдата в Република Македония за „насаждане на етническа омраза и присвояване на църковни пари.“ На 4 януари 2011 година Софийският апелативен съд отказва исканата от властите в Република Македония екстрадиция, отменя мярката за неотклонение „домашен арест“ на Вранишковски и забраната да напуска България, тъй като присъдите са с политически характер.
На 3 юли 2011 година архиепископ Йоан взима участие в тържествата по случай 40-годишнината от интронизацията на патриарх Максим Български в катедралата „Свети Александър Невски“ в София.
През ноември 2011 година защитава докторат в Богословския факултет на Солунския университет на тема: „Единството на Църквата и съвременните еклисиологични проблеми. Сравнително излагане на теологията на свети Максим Изповедник“.
В 2012 година апелационният съд в Скопие отново го осъжда на 30 месеца за „финансови злоупотреби“, като по това дело е два пъти оправдаван от по-нисшия съд във Велес и един път осъден задочно. Отново лежи в затвора „Идризово“.
На 20 юни 2023 година ПОА се интегрира в МПЦ и Йоан получава титлата митрополит крушевско-демирхисарски.